# Боднар Ольга Борисівна
О́льга Бори́сівна Боднар-Петровська (нар. 19 лютого 1965, місто Ямпіль, Вінницька область) — українська політична діячка. Колишня народна депутатка України. Член партії ВО «Батьківщина».
Завідувачка секретаріату фракції ВО «Батьківщина» (з грудня 2012).

## Освіта
У 1987 році закінчила Київський національний університет імені Тараса Шевченка (фізичний факультет, кваліфікація фізик (молекулярна фізика) за фахом викладач, а у 2004 — Національну академію внутрішніх справ України (правознавство, кваліфікація юрист).

## Кар'єра
З 1998 до 2002 — помічниця-консультантка народного депутата України.
З 2002 до 2006 року обіймала посаду завідувачки Секретаріатом депутатської фракції «Блок Юлії Тимошенко».

## Парламентська діяльність
У 2006 році, коли «Блок Юлії Тимошенко» на парламентських виборах набрав найбільшу кількість голосів — 22,29 % і отримав 129 депутатських мандатів, пройшла за списком БЮТ (номер 126) до Верховної Ради України. Народна депутатка 5-го скликання з 25 травня 2006 до 12 червня 2007. На час виборів: завідувачка секретаріату депутатської фракції «Блок Юлії Тимошенко» у Верховній Раді України, член партії ВО «Батьківщина». Член фракції «Блок Юлії Тимошенко» (з травня 2006). Голова підкомітету з питань державного будівництва та адміністративної реформи Комітету з питань державного будівництва, регіональної політики та місцевого самоврядування (з липня 2006). 12 червня 2007 була вимушена достроково припинити свої повноваження через проведення позачергових виборів до Верховної Ради України.
Народний депутат 6-го скликання з 23 листопада 2007 до 12 грудня 2012 від ВО «Батьківщина», № 85 в списку. На момент виборів: тимчасово не працювала, член партії ВО «Батьківщина». Член фракції «Блок Юлії Тимошенко» (з листопада 2007). Перша заступниця голови Комітету з питань державного будівництва та місцевого самоврядування (з грудня 2007).
З 2007 по 2012 роки — перший заступник голови Комітету Верховної Ради України з питань державного будівництва та місцевого самоврядування.
З 2019 року — керівник секретаріату депутатської фракції політичної партії Всеукраїнське об'єднання «Батьківщина» у Верховній Раді України (патронатна служба).

## Нагороди та відзнаки
Заслужений юрист України у 2015 році.
Почесна грамота Верховної Ради України у 2020 році.